# Kamanché

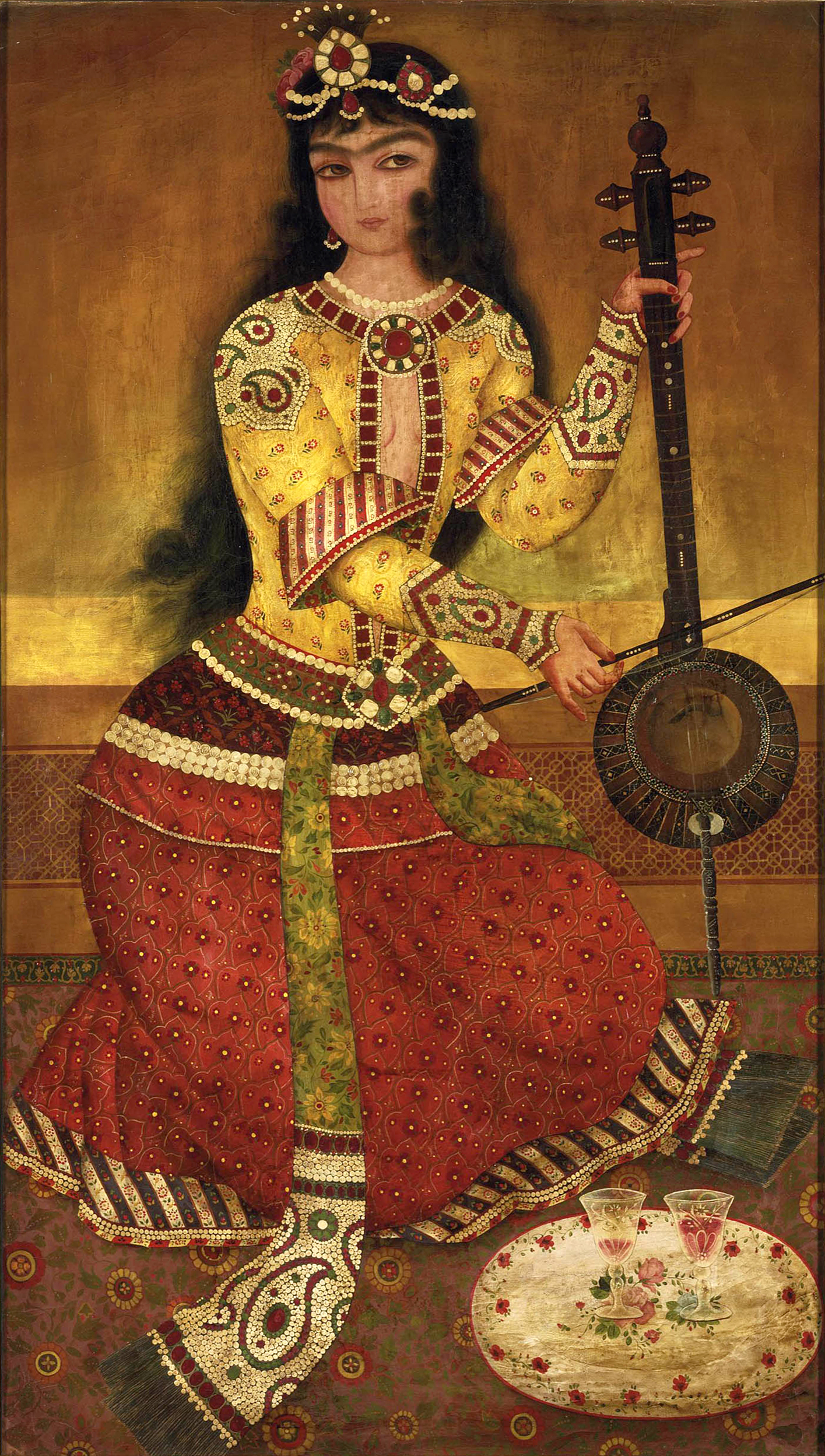
Una mujer tocando un kamancheh, Qazar Irán, 1800-1825.

El kamanche, kemenche, kamanché, kamanchá o kemence (کمانچه) es un instrumento de cuerda frotada originario de Persia. Es utilizado en la música tradicional clásica de Irán, Armenia, Azerbaiyán, Uzbekistán, Turkmenistán y en la región del Mar Negro, con ligeras variaciones en la estructura del instrumento. En Cachemira es conocido como «saz-i Kashmir» («saz de Cachemira»).
Tradicionalmente, el kamanchí tiene tres cuerdas de seda, pero el moderno tiene cuatro cuerdas de metal, mientras que las clavijas de afinación son de marfil. Se toca con un arco, que en el caso de los instrumentos profesionales están hechos con crin de caballo. Como es un instrumento turístico no tiene una medida fija, pero los profesionales utilizan kemences de 56 cm de largo.

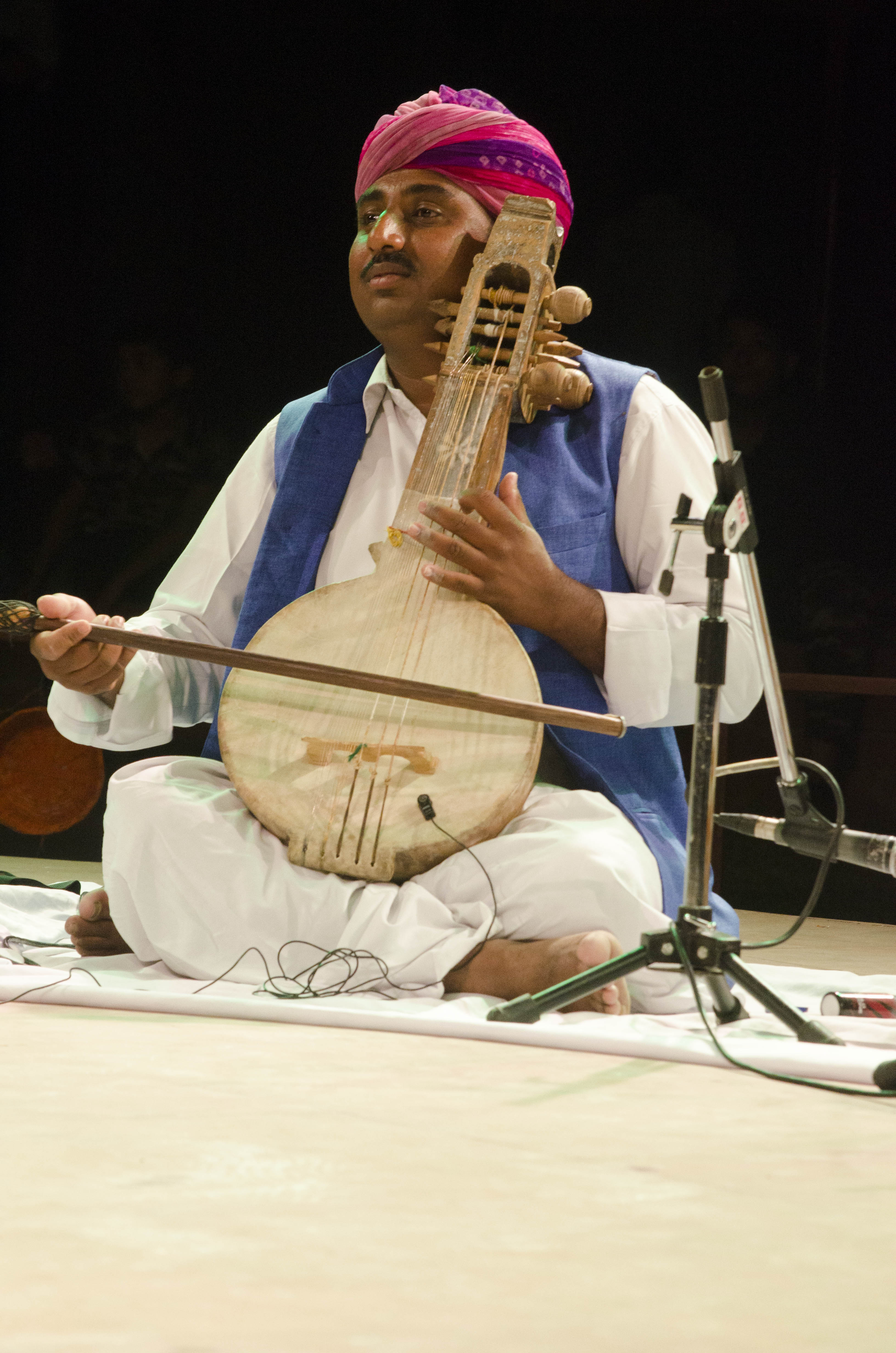
Un hombre toca un instrumento musical llamado kamaicha